# パリよこんにちは!
『パリよこんにちは!』（Bonjour Paris）は、1953年に公開されたフランスのアニメーション映画。
日本では、1964年7月13日にフジテレビにてテレビ放送された。 

## キャスト
- ナレーター：フランソワ・ペリエ

※以下は日本語吹替（テレビ版）
- 緑川稔
- 竹田昭二
- 北村弘一
- 嶋俊介
- 栗葉子
- 小原乃梨子
- ナレーター：西桂太

## スタッフ
- 監督：ジャン・イメージ
- 脚本：エライネ・イメージ、クロード・サンテッリ
- 撮影：コスティア・チキネ
- アニメーション監督：ティッサ・デビッド
- 音楽：ジャン・ヤトーブ